# Lewis Gilbert
Lewis Gilbert CBE, född Louis Laurie Isaacs 6 mars 1920 i London, död 23 februari 2018 i Monaco var en brittisk regissör, filmproducent och manusförfattare.
Gilbert är mest känd för att regisserat Michael Caines genombrottsfilm Fallet Alfie samt tre James Bond-filmer: Man lever bara två gånger, Älskade spion och Moonraker.

## Filmografi i urval
| - 1947 – Den lilla dansösen – regissör, manusförfattare - 1952 – Fullt pådrag – regissör, manusförfattare - 1954 – Havet skall inte få dem – regissör, manusförfattare - 1956 – Han gav sig aldrig – regissör, manusförfattare - 1958 – Spion M 15 – regissör, manusförfattare - 1959 – Färja till Hongkong – regissör, manusförfattare - 1960 – Sänk Bismarck! – regissör | - 1966 – Fallet Alfie – regissör, producent - 1967 – Man lever bara två gånger – regissör - 1977 – Älskade spion – regissör - 1979 – Moonraker – regissör - 1983 – Timmarna med Rita – regissör, producent - 1989 – Shirley Valentine – regissör, producent - 1995 – Haunted – regissör, producent, manusförfattare |